# Papeda (citrus)
Pour les articles homonymes, voir Papeda (homonymie).
Papeda est un qualificatif employé chez les agrumes pour nommer soit des espèces, soit des regroupements d'espèces.
Swingle en avait fait un sous-genre (1943) et Tanaka une sous-section de son sous-genre Archicitrus, l'un et l'autre devenus obsolètes. Papeda Hassk. (1842) est le nom d'espèce admis synonyme de C. hystrix (le combava).

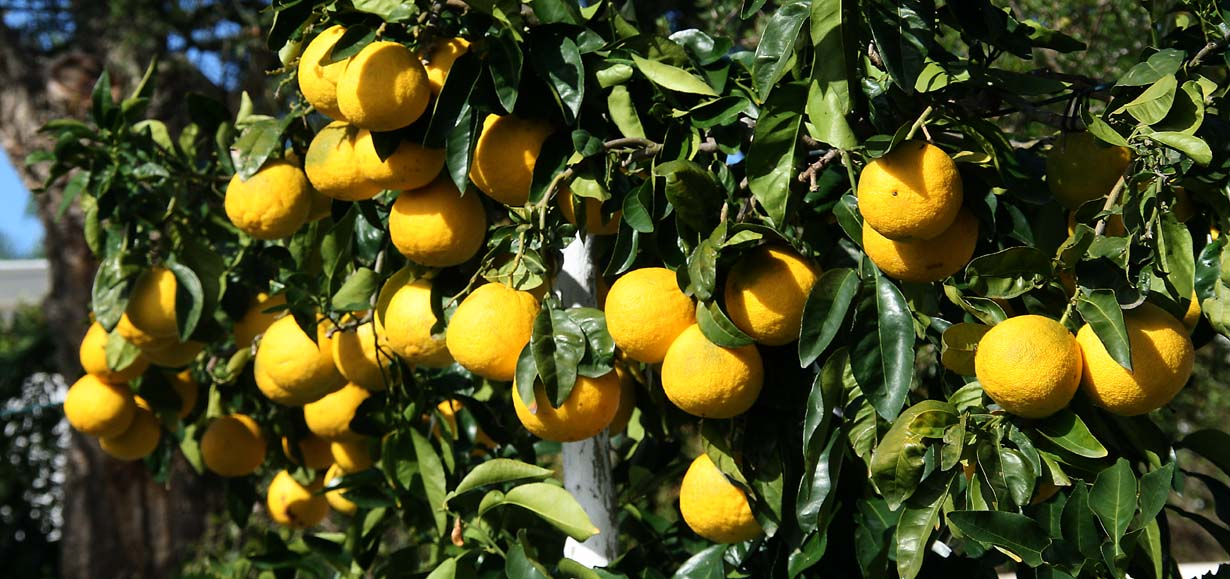
Ichang papeda en novembre (Portugal).

## Dénomination
Le mot papeda ou papede est un gruau de sagou spécialité de la cuisine papoue employé aux Moluques, à Amboine, au Sulawesi central et en Papouasie occidentale.
Il désigne aussi des végétaux. A Java, Sumatra et à Amboine daun papede est une Araliaceae (Nothopanax scutellarium Merr.), et aussi localement le combava (Citrus hystrix).
Les taxonomistes l'utilisent depuis Georges Eberhard Rumpf qui décrit dans sa Het Amboinsche kruidboek  (1741) le Limo Agrestis. Lemon Papeda, en néerlandais Wilde Papeda-Lemoen présent des Célèbes à Amboine. Limo agrestis indica synonyme Limon papeda Rumph. est resté comme un « agrume au jus acide si âcre, qu'il ne peut pas être mangé» (Johann Friedrich Zückert, 1769). Et ensuite ont été nommés Papeda de nombreux agrumes sauvages ou cultivés amères difficilement mangeables.

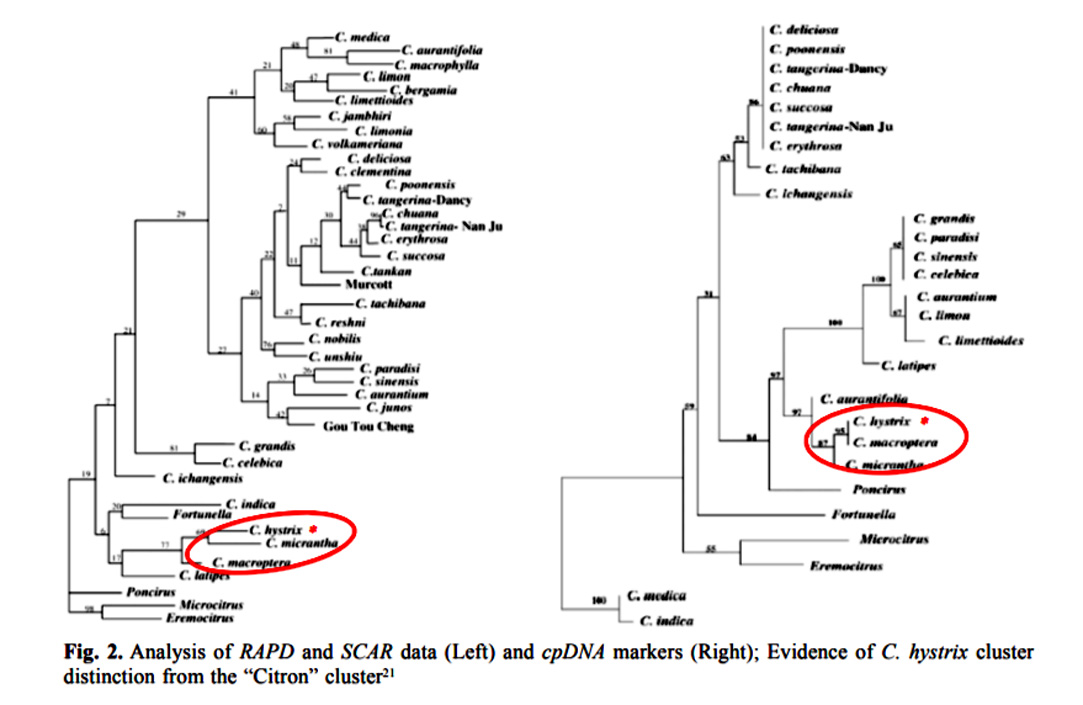
Dans la phylogénie de Farid Agouillal et al. (2017) la proximité de C. micrantha, C. hystrix et C. macroptera est patente mais ensuite Fortunella ou C. aurantifolia interdisent l'existence d'un sous-genre

## Lespapeda

### Espèces
9 espèces du genre Citrus ont le qualificatif papeda:

#### Le combava
Gallesio (1811) rapproche le Limo agrestis indica (Limon papeda Rumph) du combava Citrus hystrix. DC, Hasskarl crée (1843) de son côté Papeda rumphii Hassk ou Papeda Hassk. Miquel (1859) rajoute à la confusion et crée l'espèce C. papeda à partir de Limo agrestis vel Papeda Rumph. et Loosjes (1876) nomme Djěrouk pourout le C. papeda Miq. Cette incohérence entraine jusqu'à nos jours une nébuleuse papeda fourre-tout d'agrumes amères le plus souvent sauvages ou sauvages-cultivés d'Asie du sud-est et d'Océanie.
Le combava est un agrume sauvage cultivé pour sa feuille largement utilisée en cuisine thaï et britannique.

#### Les papedasauvages d'Asie du Sud-est, de Polynésie et Nouvelle-Calédonie
- Kashi papeda (Citrus latipes) Inde et Birmanie,
- Papeda des Célèbes (Citrus celebica) Indonésie,
- Papeda de Mélanésie (Citrus macroptera Montrouz.) Asie du Sud-est, Nouvelle-Calédonie et Polynésie,
- Papeda à petite fleur (du thaï) (Citrus micrantha) Philippines,
- Kalpi papeda (Citrus × webberii) Philippines,
- Kadangsa papeda (Citrus halimii) population clairsemées en Asie du Sud-est jusqu'à Bornéo.

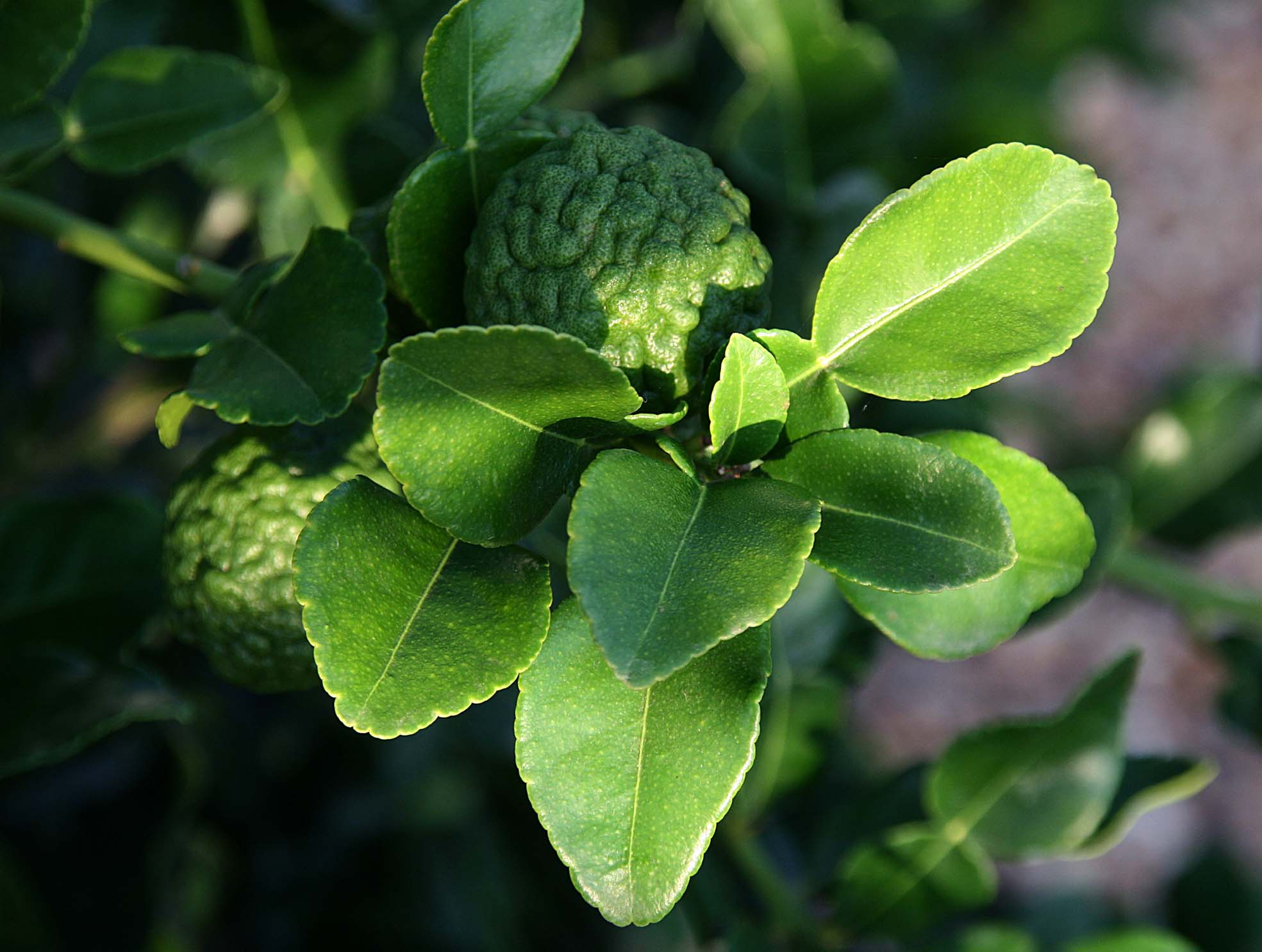
Le combava synonyme Papeda Hassk

#### Les papeda chinois
- Le papeda l'Ichang (Citrus ichangensis = Citrus cavaleriei ) est un groupe d'agrumes chinois sauvages et cultivé comme agrume décoratif. L'hybride Citrus ichangensis Papeda Tahizu est une curiosité botanique obtenue en Europe et papeda ichang x poncirus trifoliata une hybridation recherchée pour sa rusticité.
- Honghe papeda[12] (Citrus hongheensis Y.M.Ye et al.) espèce sauvage du sud-ouest de la Chine, en voie de disparition (2023)[13].

Ces espèces sont souvent regroupées avec des périmètres variables dans un sous-genre Papeda.

### Les regroupements
Les méthodes taxonomiques formelles ne sont pas facile à appliquer au genre Citrus: il existe de très nombreux hybrides, une polyploïdie fréquente, de la polyembryonie et des mutations spontanées. Diverses approches dont la chimiotaxonomie et le séquençage de l'ADN et des protéines permettent de dresser de nos jours des phylogénies qui ont rendu les regroupements traditionnels obsolètes. Pour autant ils demeurent dans les usages.
L'exploration du génome des Citrus par marqueurs moléculaires et séquençage a montré que Papeda est constitué de 2 groupes polyphylétiques bien distincts : 1/ C. micrantha comme référent et 2/ C. cavaleriei H. Lév. ou C. ichangensis. Ils sont considérés comme deux espèces ancestrales dont dérivent diverses espèces cultivées dont le yuzu. Ollitrault et al. (2020) ont proposé une nouvelle classification prenant en compte les relations phylogénétiques et la compatibilité sexuelle, en s'appuyant sur les anciennes classifications de Tanaka, Swingle et Reece, et Zhang et Mabberley. Dans le groupe Papeda, deux véritables espèces C. cavaleriei qui comprend chez eux C. ichangensis et C. latipes et C. hystrix qui comprend C. micrantha, C. hystrix (Combava). C. macroptera reste hors du groupe.
E. Nicolosi en 2000 écrivait déjà que «la division des sous-genres Citrus et Papeda a disparu», la démonstration que ces ex-genres sont polyphylétiques a été faite en 2022.

#### Le sous-genrePapedachez Swingle

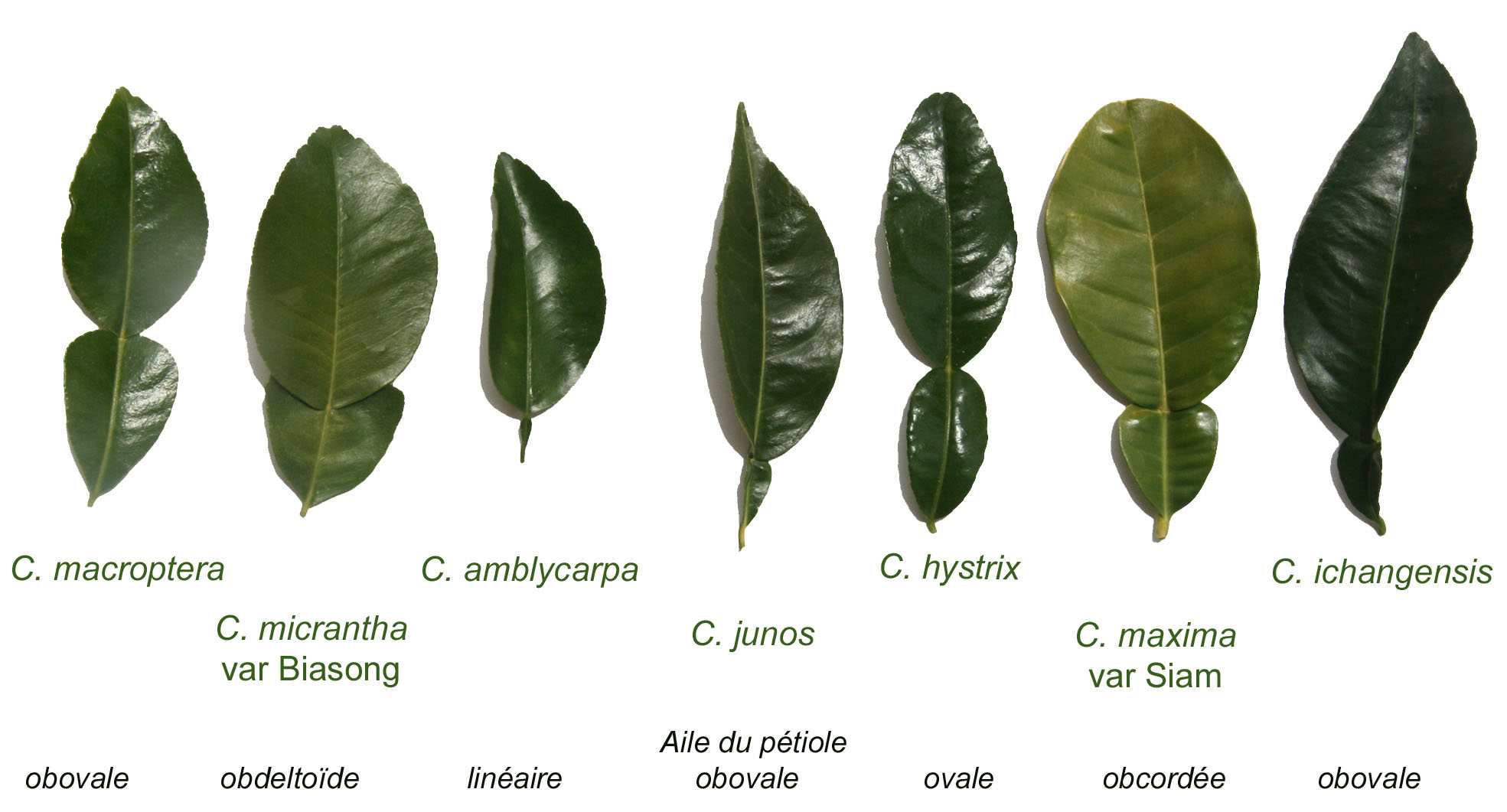
Feuilles ailées de diverses espèce rattachées à Papeda

Pour mémoire, sur la base de la morphologie Swingle (1943) avait distingué les genres Fortunella (kumquats) avec 2 sous-genres, Poncirus (orange trifoliée) et Citrus avec 2 sous-genres Eucitrus et Papeda. Son sous-genre Papeda a 2 sections Papeda et Papedocitrus. Papeda comprenait 4 espèces C. hystrix, C. macroptera, C. micrantha et C. celebica et Papedocitrus comprenait C. ichangensis (Ichang papeda) et C. latipes (Khasi papeda). La caractéristique des Papeda écrit-il est la présence de «nombreuses gouttelettes d'huile âcre, de pétioles longs et très largement ailés».

#### Une section du sous-genreArchicitruschez Tanaka
Tanaka traitait les genres Fortunella et Poncirus à peu près comme Swingle, mais chez Citrus ses 2 sous-genres sont totalement différents: Archicitrus (98 espèces réparties en 5 sections : Papeda (12 espèces), Limonallus (16 espèces), Citrophorum (21 espèces), Cephalocitrus (21 espèces) et Aurantium (21 espèces)) et sous-genre Metacitrus (en 3 sections: Osmocitrus (9 espèces), Acruman (36 espèces) et Pseudofortunella (1 espèce)).

#### Papedocitrus
H. Chapot (1948) qualifie les Papedocitrus de section intermédiaire entre les Eucitrus et les Eupapeda. Le groupe intermédiaire Papedocitrus (C. ichangensis, C. latipes) non admis (invalide chez Mabberley) a été incéré entre Papeda (C. hystrix, C. micrantha et C. macroptera) et Citrus. Mark A. Berhow (1978) le confirme à la suite de l'analyse des flavonoïdes des feuilles. Clémentine Baccati, François Luro et al. (2021) qui analysent les huiles essentielles qui adjoignent un groupe des hybrides apparentés C. junos , C. macrophylla et C. wilsonii .

### La nébuleuse papeda
Nombreux agrumes avec (ou sans) touche d'amertume réputés primitifs d'Asie tropicale, de Chine et du Japon sont communément mis dans le même panier Papeda: le yuzu, le kabosu, l'Ichang, l'alemow, le yukou, le sudachi...

## Huile essentielles

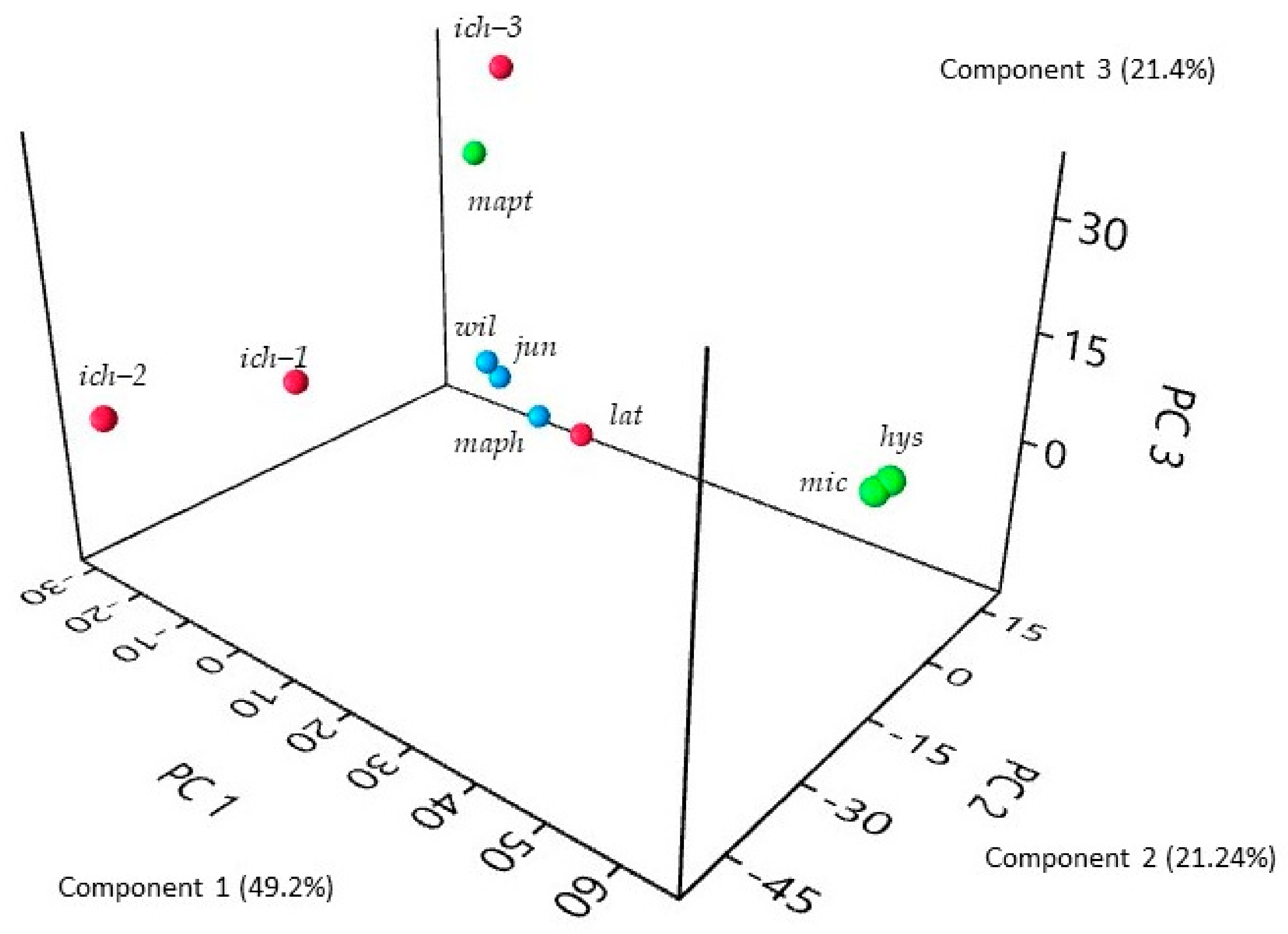
Analyse en composantes principales de HE de feuille du groupement papeda: forte diversité d'ensemble sauf la proximité du combava et de C. micrantha et du yuzu avec le citron d'Ichang.

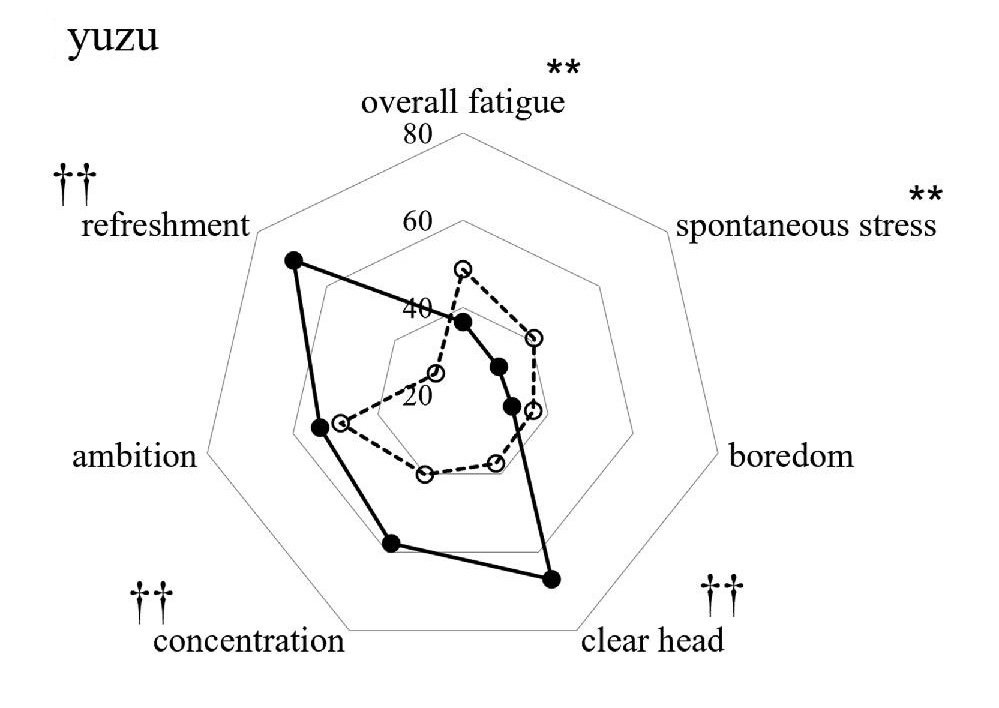
Effets de l'inhalation de l'HE de yuzu chez l'humain (2022) trait continu (trait interrompu sujet témoin air naturel): esprit clair, concentrée, non stressé.

En 2021, l'étude comparative de 10 HE de feuille et de zeste par C. Baccati et al. les amène à retrouver les 2 sections de Papeda de Swingle qui travaillait lui aussi sur des données phénotypiques.
Les principales observations sont l'existence d'une très forte diversité:  Le limonène qui est le composant majeur de presque tous les échantillons (HE de zeste) ne l'est pas du tout chez C. micrantha et de C. hystrix où le β-pinène joue ce rôle. Ces derniers ont de même le citronellal pour composant majeur de l'HE de feuille. «Les trois représentants de C. ichangensis présentent des profils très différents»: γ-terpinène, géranial, neral et β-pinène chez C. wilsonii;  γ-terpinène, β-phellandrène et p -cymène pour le yuzu et enfin géranial, neral et limonène pour C. macrophylla.
Comme mentionné les espèces de la nébuleuse Papeda sont la plupart sauvages et rares. Leurs huiles essentielles sont peu disponibles. Seul le combava est cultivé ou récolté à une échelle significative qui donne une visibilité sur l'huile essentielle, les publications actuelles (2023) indiquent un potentiel thérapeutique (antimicrobien, anti-moustiques, antioxydant, antitumorale, anti-inflammatoire et neuroprotectrice).
Le yuzu - cousin des papeda - est l'espèce qui fait l'objet d'une culture sur la plus grande échelle, son huile essentielle est la plus disponible et la plus étudiée. Son inhalation agit sur le cerveau, elle a des effets anti-stress et favorisent la concentration. Elle est un anti-inflammatoire démontré in vitro.
H. Kusunose et M. Sawamura ont publié une étude sur les HE d'agrumes amers (sumikan, naoshichi et yuzu) qui montre que les hydrocarbures terpéniques contribuent à l'odeur propre au sumikan (myrcène prédominant) et du naoshichi tous deux proches de l'odeur caractéristique du yuzu.